# Constitution somalienne de 1961
Lire en ligne

Consulter

La Constitution somalienne de 1961 fut adoptée le 1er juillet 1960 par un référendum constitutionnel. Elle a été rédigée au début de 1960. La Constitution créait une première république démocratique islamique de type parlementaire, avec un Premier ministre et un Conseil des ministres. La législature prévoyait aussi d'élire un président de la République comme chef de l’État. Son article 3 stipulait que « L'islam est religion de l'État. » et son article 30 précisait : « Le statut personnel des musulmans est régi par le grand principes de la charia islamique. »
 Cette constitution sera légèrement amendée le 31 décembre 1963.

## Historique

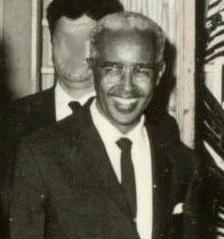
Aden Abdullah Osman Daar, président de l'Assemblée constituante, premier chef de l'État somalien (1960), et premier président de la République (1960 - 1967)

Le 1er juillet 1960, Aden Abdullah Osman Daar, en sa qualité de président de l'Assemblée constituante, proclame l'indépendance de l'ancienne Somalie italienne. Il s'unit avec le Somaliland, indépendant depuis le 26 juin précédent, pour former la République de Somalie.
Aden Abdullah Osman Daar sera le premier chef de l'État somalien en 1960. Désigné par la nouvelle Assemblée nationale comme président provisoire pour une durée d'un an, il est élu premier président de la République en juillet 1961 (pour un mandat de six ans). Il sera aussi le premier dirigeant d'un pays africain indépendant à quitter le pouvoir pacifiquement après sa défaite à l'élection présidentielle de 1967.
À la suite du coup d’État d'octobre 1969, et l'assassinat du second président de la République somalienne Abdirashid Ali Shermarke le 15 octobre 1969, la nouvelle Constitution somalienne de 1979 mettra en place la République démocratique somalienne (1969 - 1991).

## Sources
- (en) Cet article est partiellement ou en totalité issu de l’article de Wikipédia en anglais intitulé « Constitution of Somalia » (voir la liste des auteurs).